# Matenadaran
Matenadaran (armensko: Մատենադարան), uradno Inštitut za starodavne rokopise Mesrop Maštoc, je muzej, shramba rokopisov in raziskovalni inštitut v Erevanu v Armeniji. Je največje skladišče armenskih rokopisov na svetu.
Ustanovljen je bil leta 1959 na podlagi nacionalizirane zbirke Armenske cerkve, ki je bila nekdaj v Ečmiadzinu. Njegova zbirka se od ustanovitve postopoma povečuje, večinoma iz posameznih donacij. Ena najvidnejših znamenitosti Erevana je dobila ime po Mesropu Maštocu, izumitelju armenske abecede, katerega kip stoji pred stavbo.

## Ime
Beseda matenadaran (մատենադարան) je sestavljena iz besed matean (մատեան) 'knjiga' ali 'pergament' in daran (դարան) 'odlagališče'. Po besedah Hračia Adjarian sta obe besedi srednje perzijskega (Pahlavi) izvora.  Čeprav tehnično ni knjižnica, se Matenadaran pogosto tako imenuje. V srednjeveški Armeniji se je izraz matenadaran uporabljal v pomenu knjižnice, saj so bile vse knjige rokopisi.
Trenutno je po vsem svetu več shramb rokopisov, imenovanih matenadaran, na primer v samostanu Mekitarist v San Lazaru v Benetkah  ter shramba rokopisov Vatče in Tamar Manoukian pri matičnem sedežu pri svetem Ečmiadzinu. Če se ga želi razlikovati od drugih, ga pogosto imenujejo Matenadaran iz Erevana, Erevanski Matenadaran ali Maštocov Matenadaran.

## Zgodovina

### Zgodovinski predhodniki
Najzgodnejše omembe repozitorija rokopisov v Armeniji so zabeležene v spisih zgodovinarja iz 5. stoletja Gazarja Parpecija, ki je obstoj takšne shrambe zapisal pri katoliciatu Ečmiadzin v Vagaršapatu, kjer so se hranila besedila grškega in armenskega jezika. Viri o usodi ečmiadzinskega matenadaran molčijo vse do 15. stoletja, ko se je katoliciat iz Sisa vrnil v Kilikijo. Shrambe rokopisov so obstajale pri večjih samostanih v srednjeveški Armeniji, na primer v Haghpatu (haghpat matenadaran), Sanahinu, Saghmosajank, samostan Tatev, Geghard, Kečaris, Hromkla in Bardzraberd. V nekaterih primerih imajo samostanski kompleksi ločene strukture kot shrambe rokopisov. Včasih bi rokopise prenesli v jame, da bi se izognili uničenju tujih napadalcev. Na tisoče rokopisov v Armeniji je bilo uničenih v 10. do 15. stoletju med turško in mongolsko invazijo. Po navedbah srednjeveškega armenskega zgodovinarja Stepanosa Orbelijana so bili Seldžuški Turki odgovorni za sežig več kot 10.000 armenskih rokopisov v Baghaberdu leta 1170.

### Sodobni Matenadaran
Ker je bila Armenija stalno bojno polje med dvema velikima silama, je bil Matenadaran v Ečmiadzinu večkrat oropan, zadnjič se je zgodilo leta 1804, med rusko-perzijsko vojno. Aneksija vzhodne Armenije s strani Ruskega cesarstva v začetku 19. stoletja je zagotovila bolj stabilno ozračje za ohranitev preostalih rokopisov. Medtem ko so leta 1828 Matenadaranski kustosi katalogizirali zbirko samo 1809 rokopisov, se je leta 1863 zbirka povečala na 2340 rokopisov, leta 1892 pa na 3338 rokopisov. Pred prvo svetovno vojno je leta 1914 zbirka dosegla 4660 rokopisov. Zbirka je bila poslana v Moskvo na hrambo, saj je bil Ečmiadzin blizu vojnega območja. 
Med genocidom v Osmanskem cesarstvu je bilo uničenih na tisoče armenskih rokopisov.
Nova boljševiška vlada Armenije je 17. decembra 1920, le dva tedna po propadu Prve republike Armenije in sovjetizaciji Armenije, izdala ukaz, v katerem je podržavila vse kulturne in izobraževalne ustanove v Armeniji. Ukaz, ki ga je podpisal minister za šolstvo Ašot Hojhanisjan, je shrambo rokopisov Ečmiadzina razglasilo za »last delovnih armenskih ljudi«. Postavljen je bil pod nadzor Levona Lisiciana, umetnostnega zgodovinarja in novoimenovanega komisarja vseh kulturnih in izobraževalnih ustanov Ečmiadzina. Marca 1922 je rokopise iz Ečmiadzina, ki so bili poslani v Moskvo med prvo svetovno vojno, Aleksander Miasnikian vrnil v Armenijo. Izvirnim 4660 rokopisom, shranjenih v Ečmiadzinu, ki so se vrnili v Armenijo, je bilo dodanih 1730 rokopisov.
Leta 1939 je bila celotna zbirka rokopisov Ečmiadzina s sklepom sovjetske armenske vlade prenesena v državno javno knjižnico v Erevanu (ki je kasneje postala nacionalna knjižnica Armenije). Istega leta je bilo v Matenadaranu 9382 katalogiziranih rokopisov. 3. marca 1959 je Svet ministrov sovjetske Armenije uradno ustanovil Matenadaran kot »inštitut znanstvenih raziskav s posebnimi oddelki za znanstveno hranjenje, preučevanje, prevajanje in objavo rokopisov« v novi stavbi. Ime je dobil po Mesropu Maštocu, ustvarjalcu armenske abecede, leta 1962. 

## Arhitektura
"Matenadaran [...] je oblikovan kot sodoben tempelj armenske civilizacije."

 —Rouben Paul Adalian

### Stara stavba
Matenadaran stoji ob vznožju majhnega hriba na severnem robu avenije Maštoc, najširše ceste v osrednjem Erevanu. Opazovalci različno opisujejo stavbo kot monumentalno, impozantno in težko. Herbert Lottman jo je označil za »slovesno in solidnega izgleda«. Sovjetski popotniški pisatelj Nikolaj Mihajlov je ugotovil, da je »s svojimi dimenzijami je v arhitekturi palača« . Stavba je  navedena kot nacionalni spomenik Armenije.
Zgrajena je bila iz sivega bazalta med letoma 1945 do 1958, vendar je bila gradnja ustavljena med letoma 1947 in 1953 zaradi nerazpoložljivosti usposobljenih delavcev. Zasnoval jo je glavni arhitekt Erevana Mark Grigorijan, nanjo je vplivala srednjeveška armenska arhitektura. Po Muradu Hasratjanu je na fasado Matenadarana vplivala cerkev Svetih apostolov (Arakeloc) iz 11. stoletja v Ani, velike prestolnice bagratidske Armenije. vhod na sredini z dvema okrasnima nišama na obeh straneh - ima starodavne korenine, ki se pojavljajo v staroegipčanskem templju v Edfuju in kasneje pri cerkvi Svetih apostolov in palači v Aniju.  Grigorijan je vhodno dvorano zasnoval kot gavit (narteks) samostana Sanahin.  Stavba je bila obnovljena leta 2012 .
Freska iz leta 1960 Van Kačaturja (Vanik Kačatrjan), ki prikazuje bitko pri Avarairju, je v preddverju.  Tri stebre, ki jih je leta 1959 ustvaril Kačatur, in prikazujejo tri obdobja armenske zgodovine: Urartu, helenizem in srednji vek - obdajajo stopnice, ki vodijo do glavne razstavne dvorane. Velik medaljon iz slonovine s premerom 2 metra s portretom Vladimirja Lenina, Sergeja Merkurova, je bil prvotno postavljen v predavalnici v Matenadaranu. Stavba ima skupno tlorisno površino 28.000 kvadratnih metrov. Ameriška arhivarka Patricia Kennedy Grimsted je v 1970-ih opazila, da je Matenadaran eno redkih krajev v sovjetski Armeniji s klimatsko napravo .
Od leta 1963 do 1967 so bili na levem in desnem krilu zunanjosti stavbe postavljeni kipi zgodovinskih armenskih učenjakov: Toros Roslin, Grigor Tatevaci, Anania Širakaci, Mojses Korenaci, Mkhitar Goš in Frik. Vsak predstavlja eno področje: iluminiran rokopis, filozofija, kozmologija, zgodovina, sodna praksa in poezija .  Kipi Mesropa Maštoca in njegovega učenca Korjuna (1962) sta pod teraso, kjer stoji glavna stavba. Od 1970-ih je blizu vhoda v stavbo razstava na prostem. Na ogled so hačkarji iz 13. do 17. stoletja, nagrobni spomenik s pokopališča Noratus, višap (zmaj) iz 2. do 1. tisočletja pred našim štetjem, vrata iz Teišebainija (Karmir Blur), urartskega arheološkega najdišča.

### Nova stavba
Novo stavbo Matenadarana je zasnoval Arthur Mesčian, arhitekt, bolj znan kot glasbenik, da bi bolje oskrboval vse večje število rokopisov. Petnadstropna stavba je trikrat večja od stare. Opremljena je z visokotehnološkim laboratorijem, kjer se rokopisi hranijo, obnavljajo in digitalizirajo. Mesčian je ugotovil, da je novo stavbo zasnoval tako, da ne bo konkurirala stari, temveč je njeno nadaljevanje.  Načrtovali so jo sprva v poznih 1980-ih, vendar je niso uresničili zaradi armenskega potresa leta 1988, Karabaške vojne in gospodarske krize, ki je nastala. Financirala sta jo  moskovski armenski poslovnež Sergej Hambartsumian (10 milijonov ameriških dolarjev) in Maxim Hakobian, direktor Zangezurjevega bakra in molibdena (4 milijone ameriških dolarjev), zgrajena pa je bila od maja 2009 do septembra 2011 . Otvoritev je bila 20. septembra 2011, na predvečer praznovanj 20. obletnice neodvisnosti Armenije, v navzočnosti predsednika Serža Sargsjana, katolikosa Karekina II. iz Ečmiadzina in Arama I. iz Kilikije, predsednika Arcaka Bako Sahakjana in drugih. 

## Zbirka
Trenutno Matenadaran vsebuje približno 23.000 rokopisov in zvitkov - vključno s fragmenti. Je daleč  največja zbirka armenskih rokopisov na svetu . Poleg tega ima več kot 500.000 dokumentov, kot so carski in katoliški odloki, različni dokumenti, povezani z armenskimi študijami in arhivska periodika. Rokopisi zajemajo široko paleto vsebin: religiozna in teološka dela (evangeliji, biblije, slovarji, psalterji, hvalnice, homilije in liturgične knjige), besedila o zgodovini, matematiki, geografiji, astronomiji, kozmologiji, filozofiji, sodni praksi, medicini, alkimiji, astrologiji, glasbi, slovnici, retoriki, filologiji, pedagogiki, pesniške zbirke, literarna besedila in prevodi iz grščine in sirščine. Tu so ohranjeni spisi klasičnih in srednjeveških zgodovinarjev Mojsesa Korenacija, Eghiše in Korjuna, pravni, filozofski in teološki spisi drugih pomembnih armenskih oseb. Ohranjeni spisi Grigorja Narekacija in Narzesa III. Graditelja na Matenadaranu tvorijo temelj srednjeveške armenske literature.
Rokopisi, ki so jih prej hranili v Ečmiadzinu, predstavljajo jedro zbirke Matenadarana. Ostali so prišli iz Inštituta za orientalske jezike Lazarev v Moskvi, Nersizijskega semenišča in Armenskega etnografskega sovjeta, tako v Tbilisiju, kot tudi iz muzeja literature v Erevanu. 
Ko je bil leta 1959 ustanovljen kot posebna ustanova, je imel Matenadaran približno 5000 armenskih rokopisov in 4000 fragmentov (delni zvezki ali osamljene strani) iz zgodnjega 5. stoletja. Takrat je bilo približno tisoč rokopisov v drugih jezikih, kot so perzijski, sirski, arabski, grški, gruzijski, ruski, hebrejski, hindujski, tamilski, latinski, etiopski (amharski) in drugih jezikih. Nekateri izvirniki, napisani v drugih jezikih, so bili shranjeni le v armenskih prevodih.
Število rokopisov, ki so ohranjeni v Matenadaranu, se stalno povečuje, večinoma iz daril zasebnikov iz armenske diaspore. Leta 1972 je bilo že 12.960 armenskih rokopisov in skoraj dva tisoč rokopisov v drugih jezikih. Med glavne donatorje Matenadarana sodijo Harutiun Hazarian iz New Yorka (397 rokopisov), Varouzhan Salatian iz Damaska (150 rokopisov), Rafael Markosian iz Pariza (37 rokopisov). Rouben Galičian iz Londona je podaril stare karte. Leta 1969 je 95-letni Tačat Markosian iz vasi Gharghan blizu Isfahana v osrednjem Iranu Matenadaranu podaril 1069 rokopisov. Napisan v samostanu Narekavank, je kopija evangelija, ki ga je napisal Maštoc.

### Pomembni rokopisi
Med najpomembnejšimi rokopisi so Lazarijski evangelij (9. stoletje), Ečmiadzinski evangelij (10. stoletje) in Mughnijev evangelij (11. stoletje). Prvi, tako imenovani, ker je bil pripeljan z inštituta Lazarian, je iz leta 887 in je eden najstarejših celotnih zvezkov Matenadarana. Ečmiadzinski evangelij, iz leta 989, ima verjetno že bizantinski, izklesani pokrov iz slonovine iz 6. stoletja. Kilikijski iluminirani rokopisi Torosa Roslina (13. stoletje) in Sargisa Picaka (14. stoletje), dva vidna mojstra, sta prav tako cenjena.
Tri rokopise je dovoljeno redno zapuščati Matenadaran. Prvi je Vehamorov evangelij, ki ga je Matenadaranu podaril katoličan Vazgen I. leta 1975. Verjetno izvira iz 7. stoletja in je tako najstarejši popolni armenski rokopis. Ime se nanaša na mater katolikos (vehamayr), kateri v spomin je Vazgen I. posvetil rokopis. Od Levona Ter-Petrosjana leta 1991 so vsi armenski predsedniki dali prisego na tej knjigi.  Druga dva, Šuriškanijev evangelij (1498, Vaspurakan)  in Šukontov evangelij (1669) , se vsako leto odpeljeta v cerkve Mughni in Ošakan in jih počastijo vsi, ki se tam zbirajo.

### Drugi predmeti
Poleg rokopisov ima Matenadaran še izvod Urbatagirk, prvo objavljeno armensko knjigo (1512, Benetke) in vse številke prve armenske revije Azdarar ("Herald"), ki je izhajala v Madrasu v Indiji od 1794 do 1796. Prvi zemljevid, natisnjen v armenščini - v Amsterdamu leta 1695 -, se tudi hrani v Matenadaranu.

## Publikacije
Matenadaran je od leta 1941 objavljal znanstveno revijo Banber Matenadarani (Բանբեր Մատենադարանի) . Članki so običajno namenjeni rokopisom in izdajam besedil, ki jih vsebuje zbirka. Časopis je bil pohvaljen zaradi visoke kakovosti študij.

## Pomen in prepoznavnost
Po besedah Nore Dudwick je Matenadaran »v sovjetskem obdobju« simboliziral osrednje vrednote armenske kulture (in posebej) Armencev, da so visoko raven kulture in učenja svojih prednikov dosegli že v petem stoletju« . Etnograf Levon Abrahamian ugotavlja, da je Matenadaran, ki je znanstveni muzej, nadaljeval, namesto da bi nasprotoval tradiciji samostanskih muzejev v ateističnem okolju države . Thomas de Waal ugotavlja, da je bil Matenadaran poleg številnih drugih institucij (npr. Opera, nacionalna galerija) osrednjega pomena pri sovjetskih prizadevanjih, da bi Erevan postal 'odlagališče armenskih mitov in upanj'.
Uradni časopis Komunistične partije Pravda je leta 1989 zapisal, da si noben izobražen sovjetski državljan »ne more predstavljati duhovnega življenja brez galerije Tretjakov v glavnem mestu, Leningrajskega Ermitaža in erevanskega Matenadarana« . Karen Demirčjan, sovjetski armenski voditelj, je zapisal v knjigi iz leta 1984, da »prvič ni bilo treba rešiti armenskih knjig in rokopisov pred uničenjem z neskončnimi potepanja, saj so ohranjeni v templju neprecenljivih stvaritev ljudskega uma in nadarjenosti, erevanskem Matenadaranu«.
Ameriški diplomat John Brady Kiesling je Matenadaran označil za »muzej svetovnega razreda [...] predvsem zaradi njegovega statusa kot večnega (enega upanja) skladišča armenske srednjeveške pisane kulture«. Matenadaransko zbirko je vpisal Unesco v Register svetovnega spomina leta 1997 in ga prepoznal kot dragoceno zbirko mednarodnega pomena.
Matenadaran je postal ena od znamenitosti Erevana od njegove ustanovitve. Leta 2016 ga je obiskalo približno 89.000 obiskovalcev. Turisti prihajajo iz celega sveta. Obiskali so ga številni tuji dostojanstveniki, na primer Indira Gandhi, Leonid Brežnjev, Charles, valižanski princ, Vladimir Putin, princesa Sirindhorn, Boris Tadić, Sergio Mattarella, José Manuel Barroso, Bronisław Komorowski, Heinz Fischer, Valdis Zatlers, Rumen Radev in drugi.

## Pomembni raziskovalci
- Gevorg Emin, pesnik. V 1940-ih je na kratko sodeloval pri Matenadaranu.
- Rafael Iškjanjan, jezikoslovec, politični aktivist in poslanec. V Matenadaranu je delal od 1961 do 1963.
- Nouneh Sarkisian, prva dama Armenije (2018-). V 1980-ih je delala v Matenadaranu.
- Levon Ter-Petrosyan, prvi predsednik Armenije (1991–98). V Matenadaranu je delal od 1978 do 1991. Sprva je bil mlajši raziskovalec, leta 1985 pa je postal višji raziskovalec.
- Asatur Mnacakanian, filolog in zgodovinar. V Matenadaranu je delal od leta 1940 do smrti leta 1983.